# 康科德鎮區 (堪薩斯州渥太華縣)
康科德鎮區（英語：Concord Township）為美國堪薩斯州渥太華縣轄下的鎮區。2010年美国人口普查中此鎮區人口有237人。

## 地理
康科德鎮區涵蓋總面積為90.1平方（34.79平方英里），其中陸地面積為90.0平方（34.76平方英里），水域面積為0.078平方（0.03平方英里）或0.09%。

## 人口統計
根據2010年美國人口普查，康科德鎮區人口有237人，其中男性有128人，女性有109人，人口密度為每平方公里2.63人，住房計102戶。鎮區內的白人有230人，非裔美國人有0人，美洲原住民有0人，亞裔美國人有0人，太平洋島裔美國人有0人，其他種族有6人，混血種族則有1人。此外鎮區內有8人為西班牙裔或拉丁裔美國人。此鎮區之年齡中位數為45.9歲，而男性年齡中位數為45.0歲，女性年齡中位數為46.1歲。

## 交通

### 主要公路
- 81號美國國道
- 106號堪薩斯州州道